# Shezai Rrokaj
Shezai Rrokaj (ur. 10 maja 1957 we Wlorze) – albański filolog, w latach 2003-2008 rektor Uniwersytetu Tirańskiego.

## Życiorys
Syn Fety i Lemo. W roku 1984 ukończył studia filologiczne na Uniwersytecie Paris VII, a następnie podjął studia doktoranckie na Uniwersytecie Paris III, które w 1992 ukończył obroną pracy doktorskiej. Po powrocie do Albanii rozpoczął pracę na wydziale historyczno-filologicznym Uniwersytetu Tirańskiego, uzyskując w roku 2001 tytuł profesorski. 
W latach 1993–1996 pełnił funkcję prodziekana wydziału historyczno-filologicznego. W roku 1996 wyjechał do Kalabrii, gdzie przez trzy lata pracował jako lektor języka albańskiego. W latach 2001–2003 był pełnomocnikiem rektora Uniwersytetu Tirańskiego ds. nauczania języka albańskiego. W roku 2003 objął stanowisko rektora stołecznej uczelni, które sprawował do roku 2008. Od 2008 przez osiem lat kierował wydziałem filologiczno-historycznym, a także zasiadał w senacie uczelni.
Członek władz Partii Wolności (od 2010 kierował strukturami partii w Tiranie). W wyborach 2017 uzyskał mandat deputowanego do parlamentu, w którym zasiadał do 2019. W 2014 uzyskał tytuł doktora honoris causa Uniwersytetu w Tetowie.
Jest autorem podręczników uniwersyteckich i monografii z zakresu teorii literatury i krytyki literackiej, a także podręczników do szkół średnich.

## Publikacje
- 1994: Strukturalizmi klasik në gjuhësi (Klasyczny strukturalizm w językoznawstwie)
- 2000: Hyrje në gjuhësinë e përgjithshme (Wprowadzenie do językoznawstwa ogólnego)
- 2007: Çështje të gjuhës shqipe (Kwestia języka albańskiego)
- 2010: Filozofi e gjuhës: prej Antikitetit deri në kohën e sotme (Filozofia języka: od antyku do czasów współczesnych)
- 2019: Çështje të politikave arsimore në Shqipëri: (2003-2018) (Kwestia polityki edukacyjnej w Albanii 2003-2018)
- 2019: Politika si mendësi ndryshimi